# Birmania en los Juegos Olímpicos de Moscú 1980
Birmania estuvo representada en los Juegos Olímpicos de Moscú 1980 por dos deportistas masculinos que compitieron en dos deportes.
El equipo olímpico no obtuvo ninguna medalla en estos Juegos.